# Брудна Дюжина (велосипедні перегони)
«Брудна дюжина» — це одноденна велогонка в Піттсбурзі, штат Пенсільванія, проводиться щорічно в першу суботу після дня Подяки, свята у листопаді. Гонка протяжністю 80 км (50 миль) проходить по 13 найкрутіших пагорбах столичної метрополії Піттсбурга.

## Історія
Брудну Дюжину заснували у 1983 році брати Том (англ. Tom Chew) і Денні Чью (англ. Danny Chew) та їх друг Боб Ґоттліб ((англ.)), у спробі знайти і проїхати по найкрутіших пагорбах Піттсбурга. У першому змаганні взяли участь п'ять гонщиків, і тільки троє з них завершили її. Гонка проводиться щорічно з 1983 року, за винятком 1993 року. У 1984 році, «Брудна Дюжина» проводили двічі: у січні і у жовтні.
Гонка 2016 року була першою, в якій не брав участі її засновник і пропагандист Денні Чью. У вересні 2016 року він зламав шию у велосипедній аварії і переніс параліч. Денні виступив у живому відеозверненні перед гонкою, а самі змагання стали збором коштів для постійного догляду і реабілітації засновника.

## Формат
Суперники їздити між пагорбами в нейтральному темпі, а свисток сигналізує про початок взяття кожного пагорба. Перші велосипедист та велосипедистка отримують очки на кожному пагорбі; чоловіки за перше місце отримують 10 очок і десятий тільки 1. Із жінок тільки перші п'ять отримують очки, хоча всі разом змагаються на рівних умовах. Остаточний результат встановлюється згідно суми всіх очок, набраних під час змагань. Для того, щоб отримати кваліфікацію як фінішера, гонщики повинні подолати всі пагорби гонки без втрати прогресу або не спішуватися з велосипеда. Якщо райдеру не удасться досягнути прогресу, йому або їй необхідно спуститися до підніжжя пагорба і виїхати на вершину своїм ходом.

## Маршрут

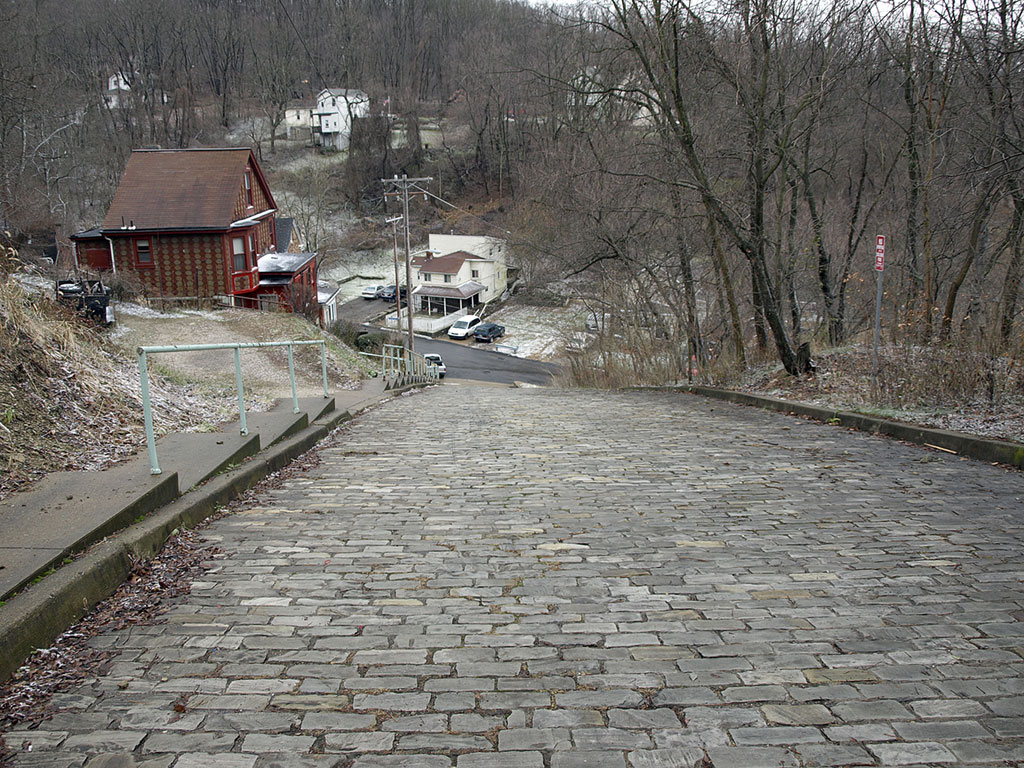
Вид з вершини одного із підйомів «Брудної Дюжини», Кантон Авеню

Оригінальний маршрут Брудної Дюжини включав 12 підйомів, із усіх 15 пагорбів. Але з 1988 року гонка включає 13 пагорбів, як у чортовій дюжині. Маршрут починається від велотреку Bud Harris у Хайленд-парку і закінчується на вершині вулиці Тесла в Хейзелвуді, перетинаючи 87 перехресть міста і найближчих передмість. У 2016 році маршрут змінили через сезонне закриття дороги Беррихіл, і проходив через вулицю Лоренсевилл Крістофер.

### Пагорби
1. Центральне авеню/Гайасута роад в Аспінволлі
2. Рев'єн стріт/Шарпс Хілл у Шарпзбурзі
3. Берріхілл роад між бул. Саксонбург і Мідл роад у містечку О'Хара
4. Хай стріт/Сіві роад у Етні
5. Логан стріт у Мілвейлі
6. Ріальто стріт на перетині із 31 Стріт Брідж
7. вулиці Саффолк/Хазлтон/Берджесс у Норфсайді[en]
8. Сікамор стріт у Моунт Вошінгтон[en]
9. Кантон авеню у Бічвью[en]
10. Бауштад стріт у Бічвью
11. Велш вей у Сауф Сайді[en]
12. вулиці Беррі/Холт/Елеанор у Сауф Сайді
13. Флаверс авеню/Тесла стріт у Хейзелвуді[16]